# Walter J. Cummings

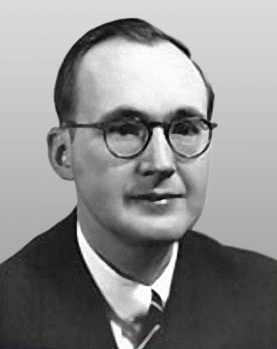
Walter J. Cummings Jr.

Walter Joseph Cummings, Jr. (* 29. September 1916 in Chicago, Illinois; † 24. April 1999 ebenda) war ein US-amerikanischer Jurist, Richter und United States Solicitor General.

## Biografie
Der Sohn eines Bankiers studierte nach dem Besuch der St. Albans School in Washington, D.C. sowie der Chicago Latin School zunächst an der Yale University und schloss dieses Studium 1937 mit einem Bachelor of Arts (B.A.) ab. Ein anschließendes Postgraduiertenstudium der Rechtswissenschaften an der Law School der Harvard University beendete er 1940 mit einem Bachelor of Laws (LL.B.). Im Anschluss erfolgte 1940 seine Zulassung zum Rechtsanwalt im Bundesstaat Illinois.
Unmittelbar darauf wechselte er in das Justizministerium der Vereinigten Staaten und war dort zunächst Mitarbeiter im Büro des Solicitor General sowie danach von 1944 bis 1946 Sonderassistent des Attorney General. 1946 wurde er dann Partner der Anwaltskanzlei Sidley & Austin. Im Dezember 1952 erfolgte seine Ernennung zum Solicitor General durch US-Präsident Harry S. Truman. Dieses Amt übte er jedoch nur knapp vier Monate bis März 1953 aus. Anschließend kehrte er als Partner in die Kanzlei Sidley & Austin zurück und war dort bis 1966 tätig.
1966 wurde er zum Richter an das 7. Bundesberufungsgericht mit Sitz in Chicago berufen. Zuletzt war Walter Cummings von 1981 bis zu seinem Tode 1999 Vorsitzender (Chief Judge) dieses Gerichts.